# Contea di Lafayette (Florida)
La contea di Lafayette (in inglese Lafayette County) è una contea della Florida, negli Stati Uniti. Il suo capoluogo amministrativo è Mayo. È una delle cosiddette Dry Counties (lett. Contee secche), ovvero le contee dove è vietata la vendita di alcolici.

## Geografia fisica
La contea ha una superficie di 1419 km² di cui lo 0,93& è coperta da acqua. Confina con:
- Contea di Suwannee - est
- Contea di Gilchrist - sud-est
- Contea di Dixie - sud
- Contea di Taylor - ovest
- Contea di Madison - nord-ovest

## Storia
La contea fu creata nel 1853 e prende il nome dal marchese francese La Fayette che aiutò George Washington durante la Guerra d'indipendenza americana.

## Città principali
- Mayo

## Politica
| Anno | Repubblicani | Democratici | Altri |
| ---- | ------------ | ----------- | ----- |
| 2004 | 74%          | 25,4%       | 0,6%  |
| 2000 | 66.7%        | 31,5%       | 1,8%  |
| 1996 | 50,2%        | 35,7%       | 14,1% |
| 1992 | 41,1%        | 34,3%       | 24,6% |
| 1988 | 66,4%        | 33%         | 0,6%  |